# Casbah Éditions
Pour les articles homonymes, voir Casbah (homonymie).
Casbah Éditions (en arabe : دار القصبة للنشر) est une maison d'édition algérienne, spécialisée dans l'édition de livres de littérature générale, essais et témoignages, question d'actualité, encyclopédies, ouvrages scolaires et universitaires. Son siège est situé à Alger.